# HD 199603
HD 199603, nota anche come DV Aquarii, è un sistema stellare di magnitudine 5,96 situato nella costellazione dell'Aquario. Dista 276 anni luce dal sistema solare.

## Osservazione
Si tratta di una stella situata nell'emisfero celeste australe; grazie alla sua posizione non fortemente australe, può essere osservata dalla gran parte delle regioni della Terra, sebbene gli osservatori dell'emisfero sud siano più avvantaggiati. Nei pressi dell'Antartide appare circumpolare, mentre resta sempre invisibile solo in prossimità del circolo polare artico. La sua magnitudine pari a 6 la pone al limite della visibilità ad occhio nudo, pertanto per essere osservata senza l'ausilio di strumenti occorre un cielo limpido e possibilmente senza Luna.
Il periodo migliore per la sua osservazione nel cielo serale ricade nei mesi compresi fra fine giugno e novembre; da entrambi gli emisferi il periodo di visibilità rimane indicativamente lo stesso, grazie alla posizione della stella non lontana dall'equatore celeste.

## Caratteristiche
La stella è una binaria a eclisse del tipo Beta Lyrae; il periodo orbitale delle due componenti è di 1,58 giorni, periodo durante il quale la sua magnitudine varia da 5,89 a 6,25 La stella non è solo binaria ma è un sistema triplo, infatti più distanziata dalla coppia stretta c'è un'altra componente, distanziata di 129 secondi d'arco e di 0,79 M⊙ che orbita attorno al baricentro del sistema in oltre 600.000 anni.